# Danh sách thành phố theo GDP năm 2005
Sau đây là danh sách các thành phố trên thế giới theo chỉ số GDP năm 2005, trong đó có tổng GDP và chỉ số GDP bình quân đầu người. Thành phố Tokyo đứng đầu trong danh sách các thành phố giàu nhất này. Số liệu của bài viết được lấy từ danh sách tình hình kinh tế của những khu đô thị lớn trên thế giới năm 2005 ngày 11 tháng 3 năm 2007 của hãng PricewaterhouseCoopers. Ở đây, chỉ số GDP được tính toán theo sức mua tương đương để có thể thích hợp với các thành phố có mức độ sinh hoạt phí khác nhau.

## Danh sách 100 thành phố giàu nhất thế giới năm 2005

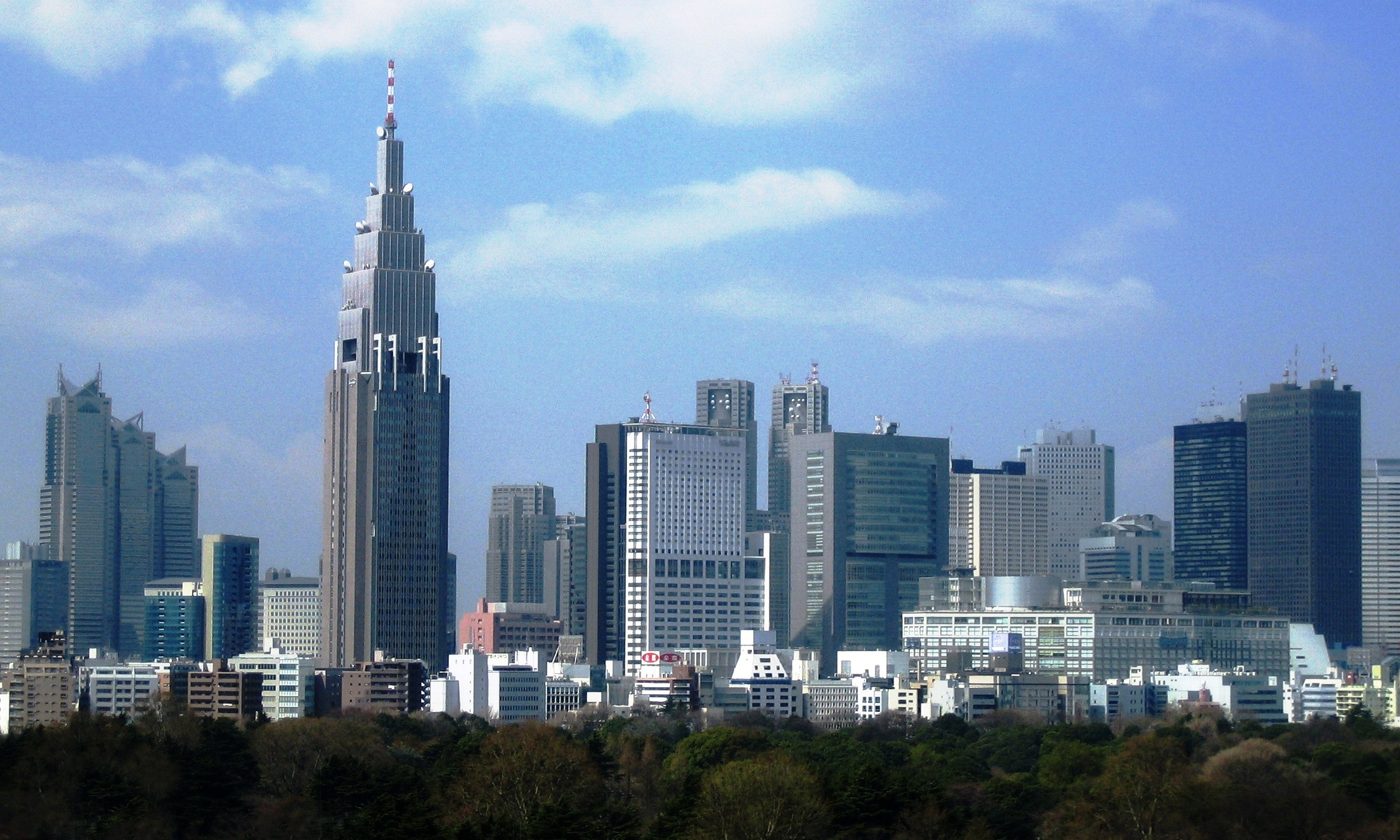
Tokyo

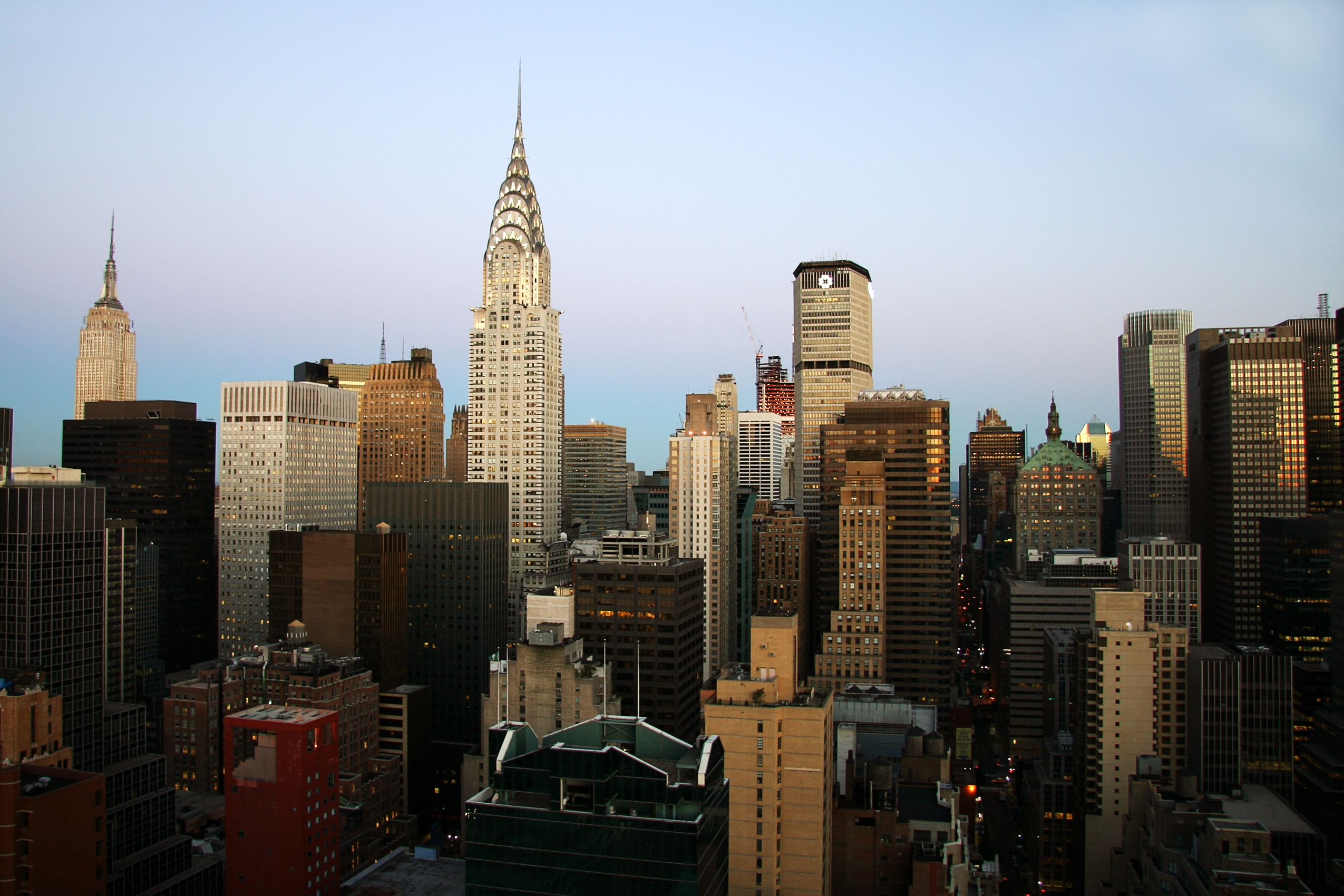
thành phố New York

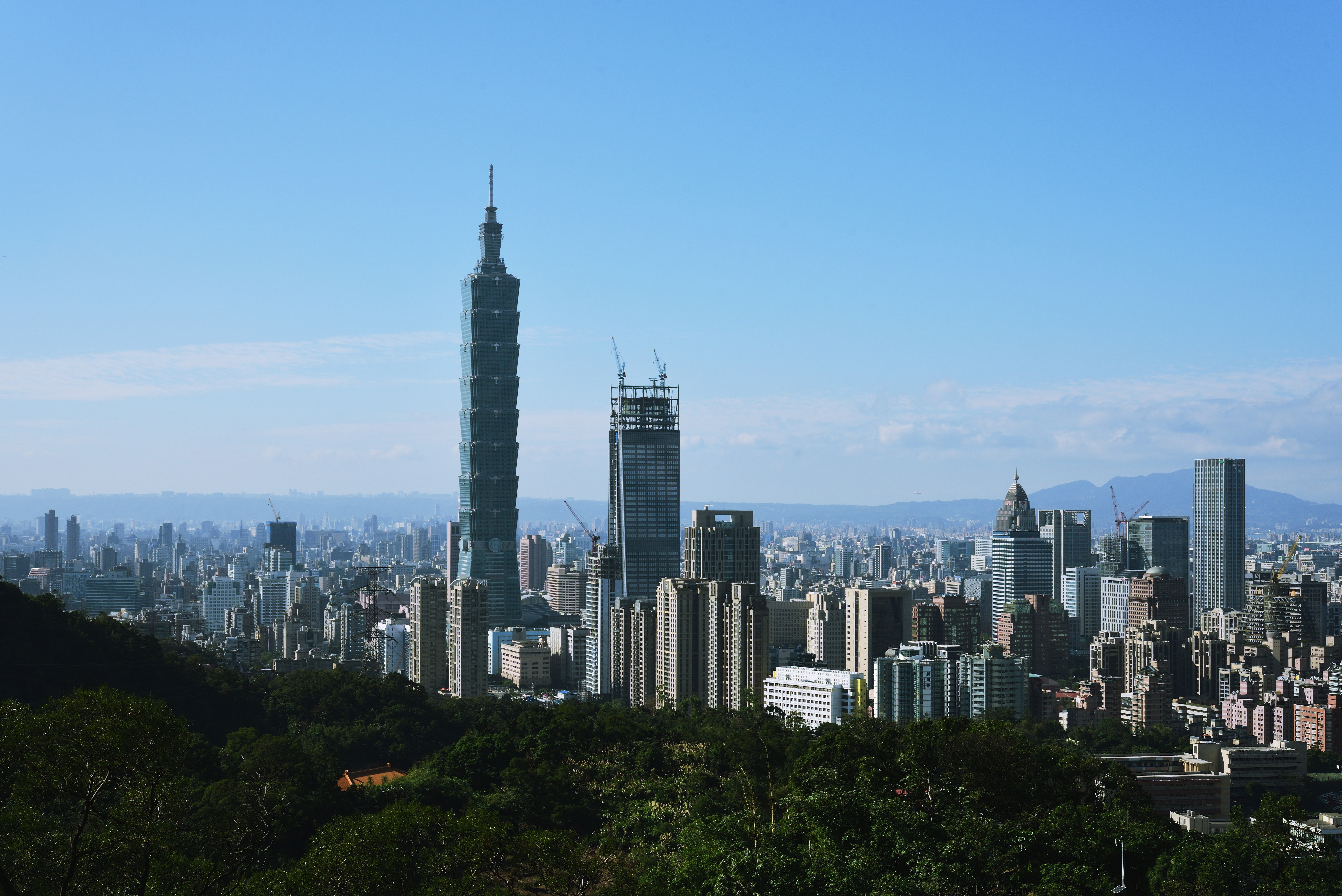
Đài Bắc

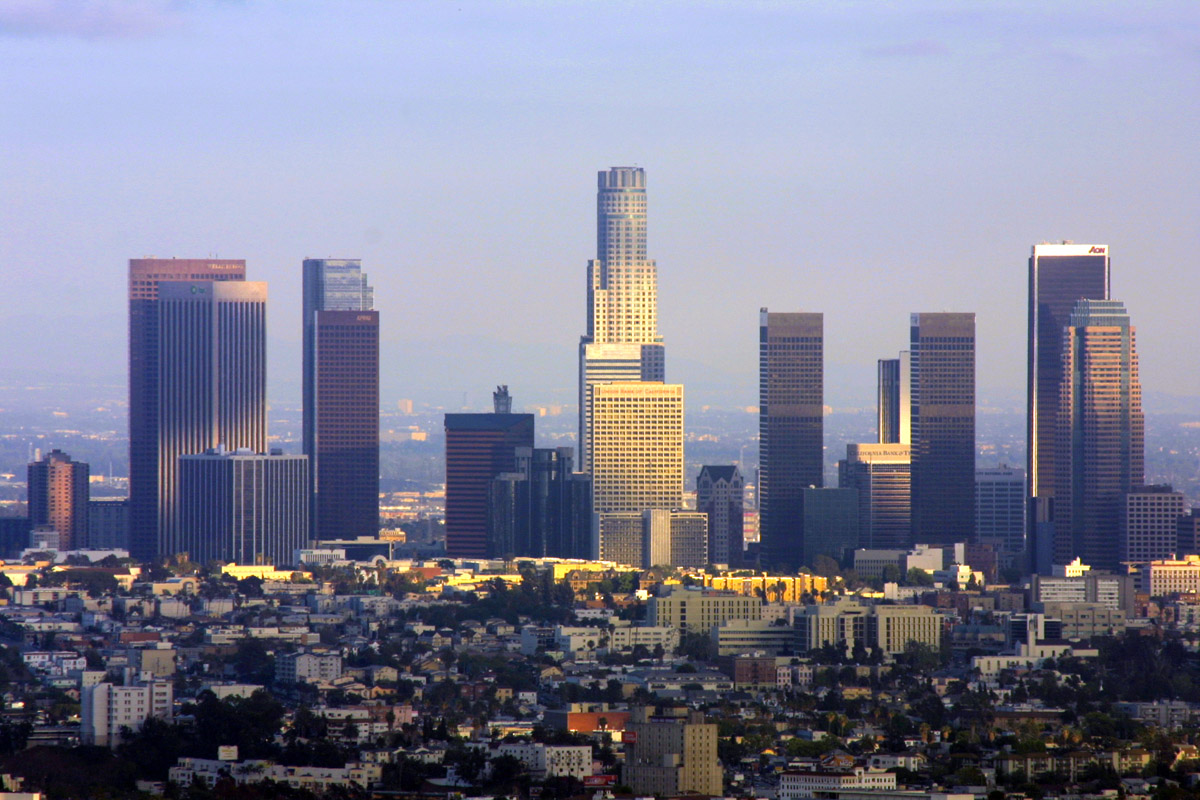
Los Angeles

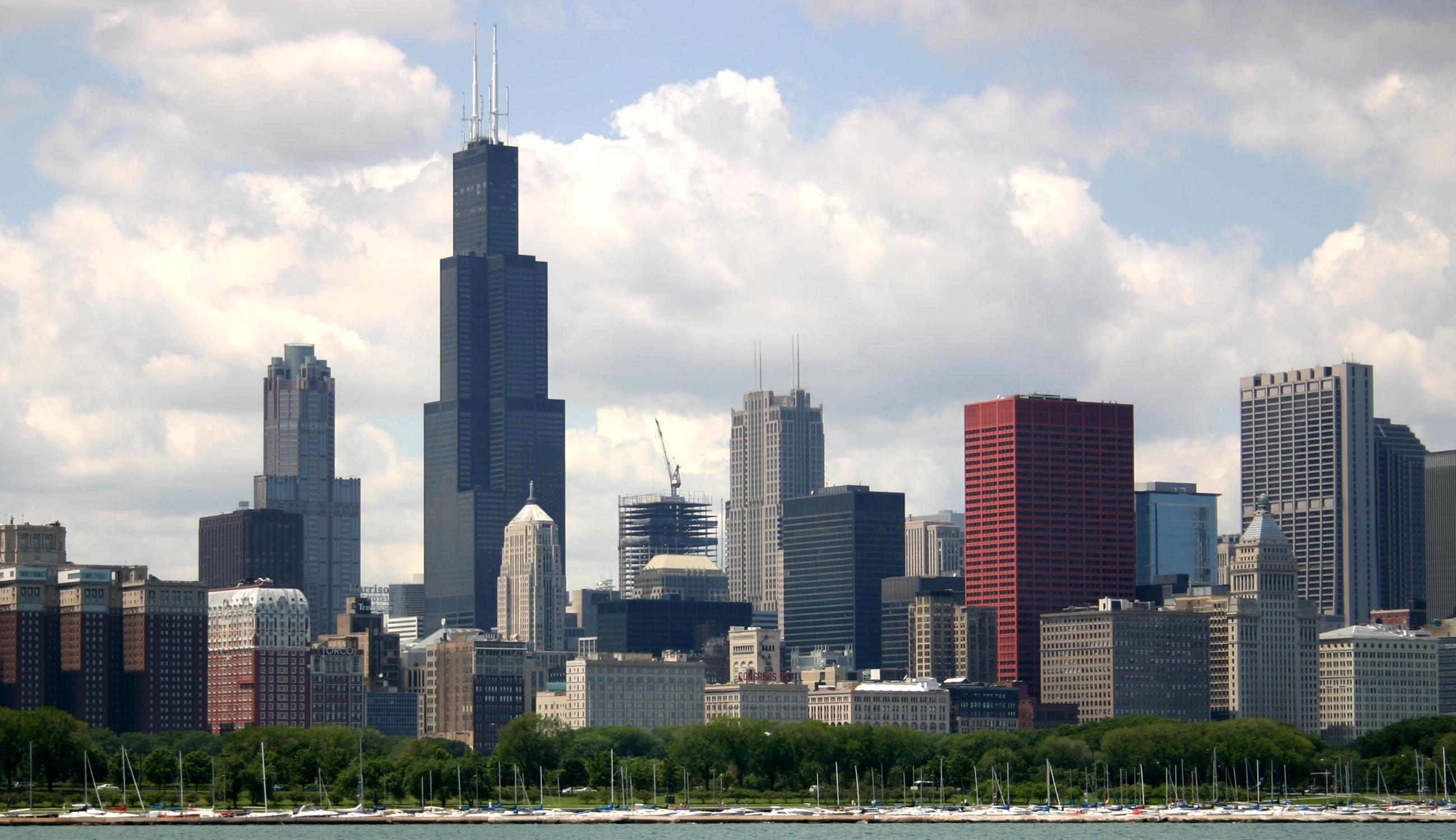
Chicago

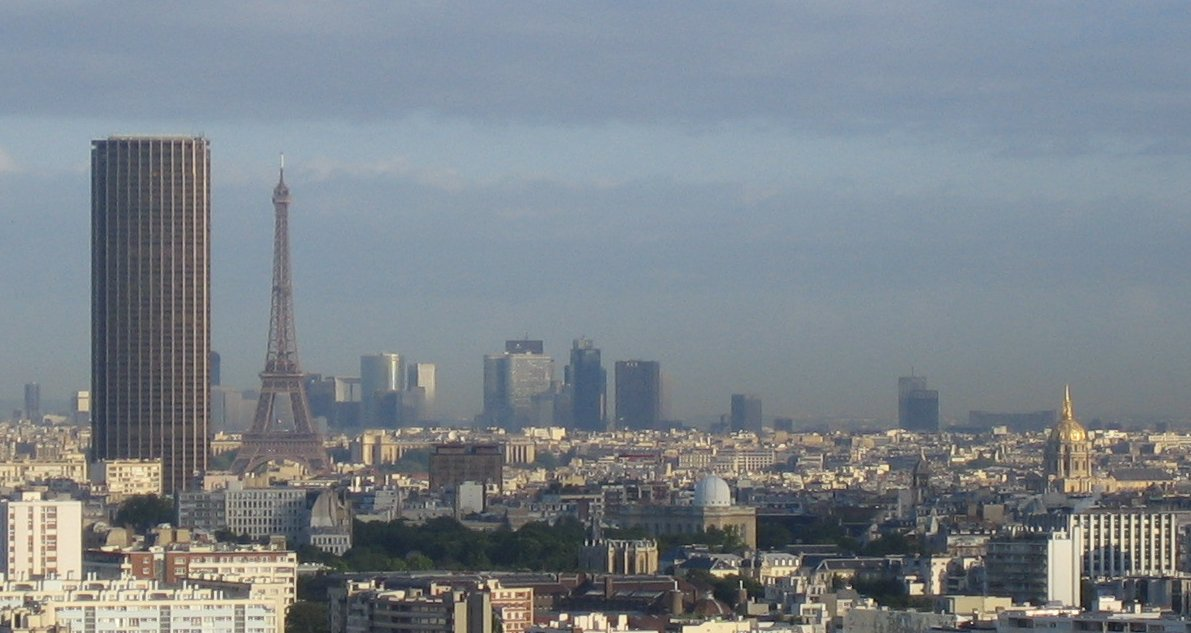
Paris

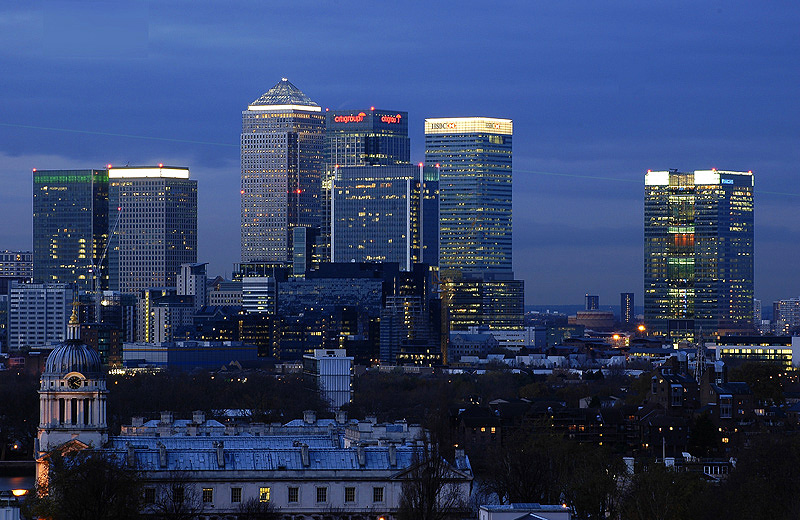
Luân Đôn

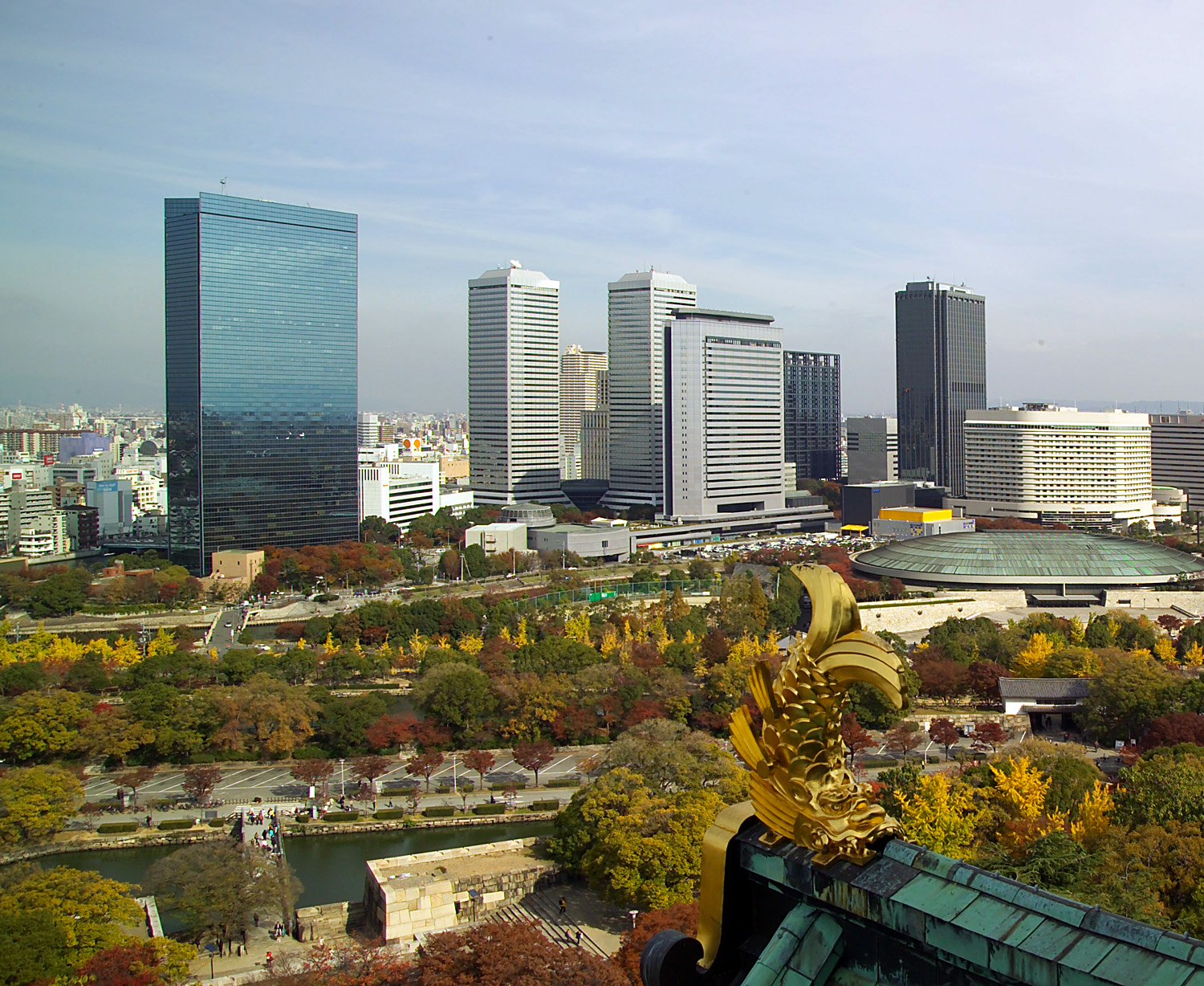
Osaka

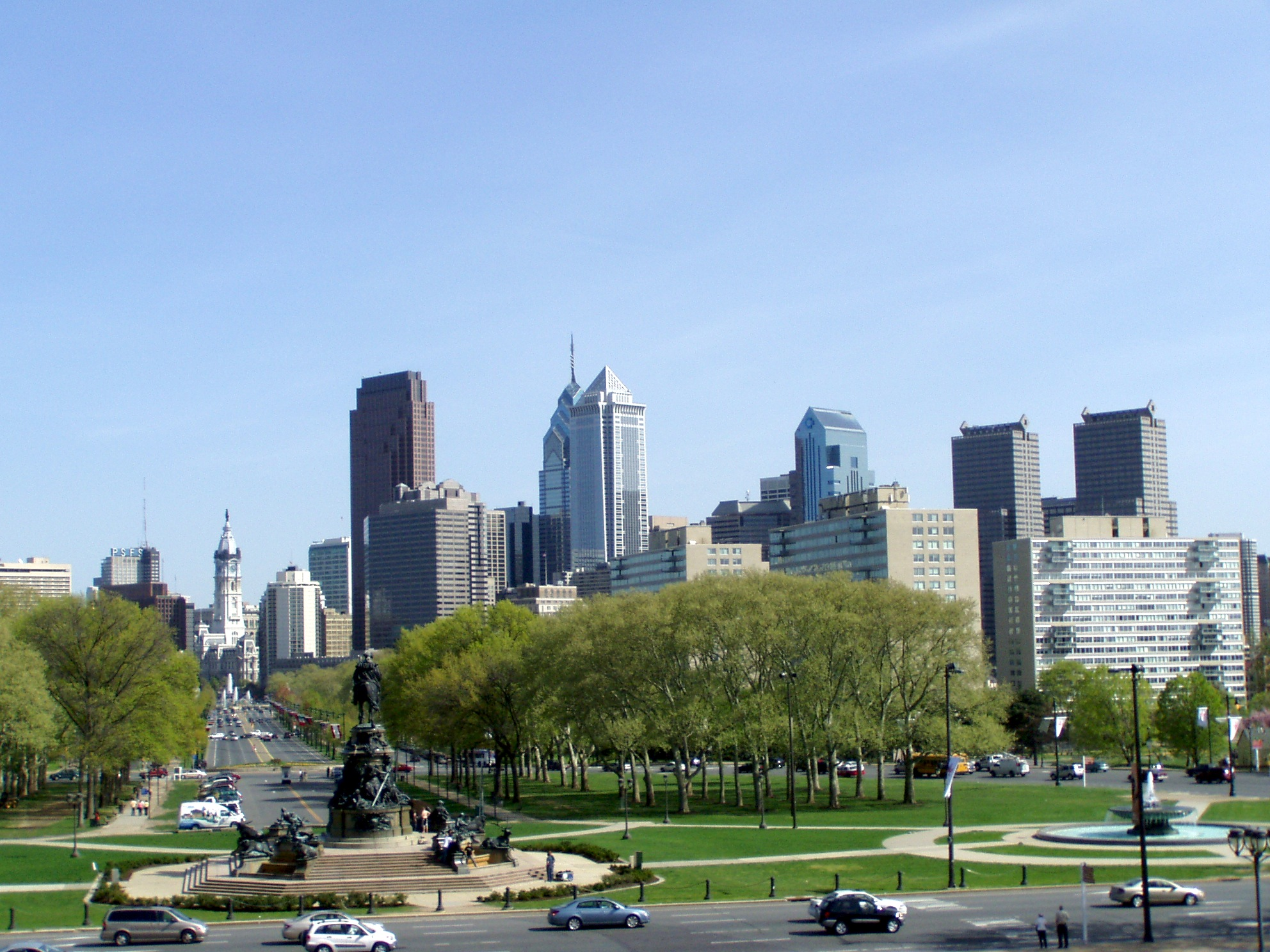
Philadelphia

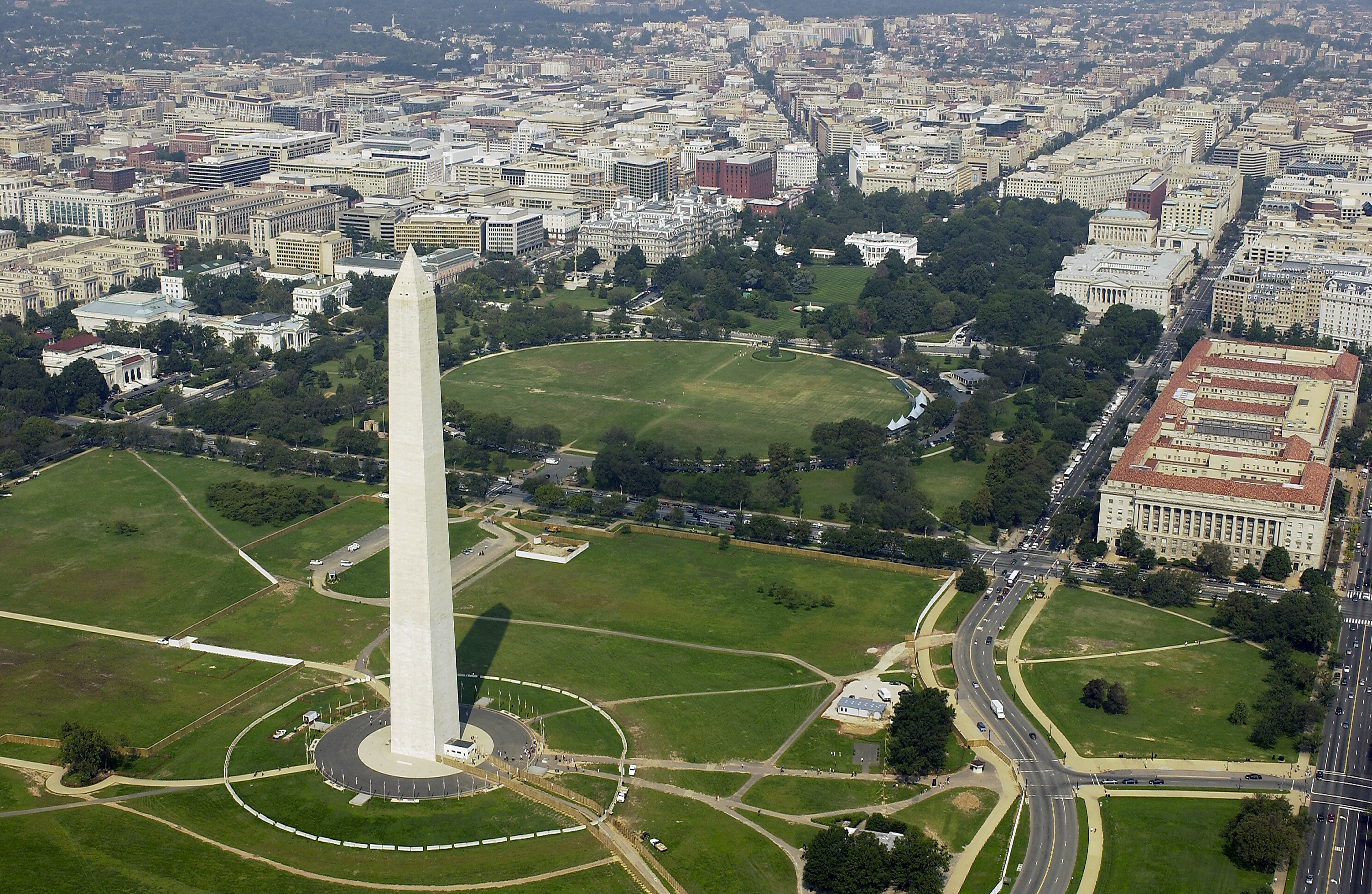
thành phố Washington

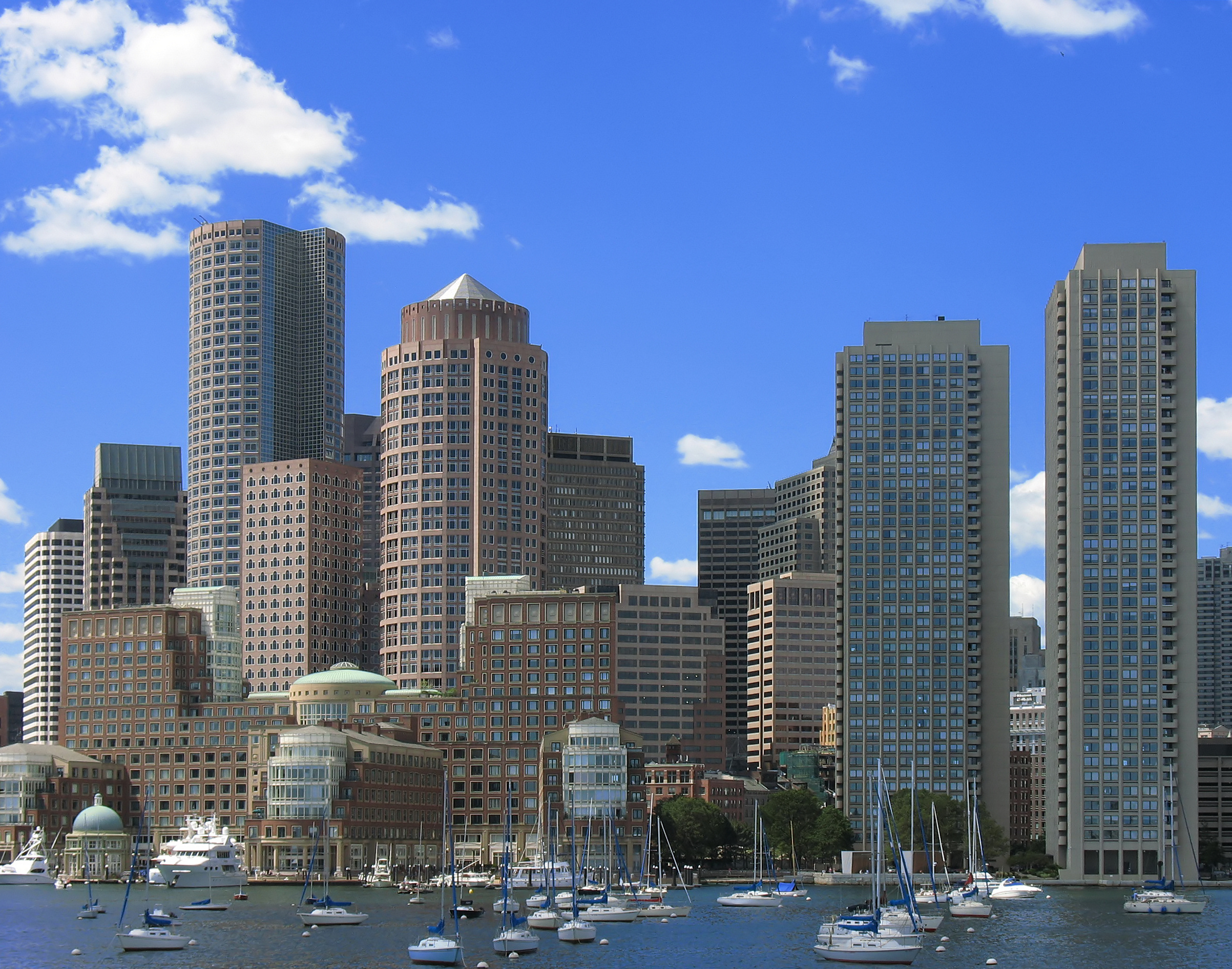
Boston

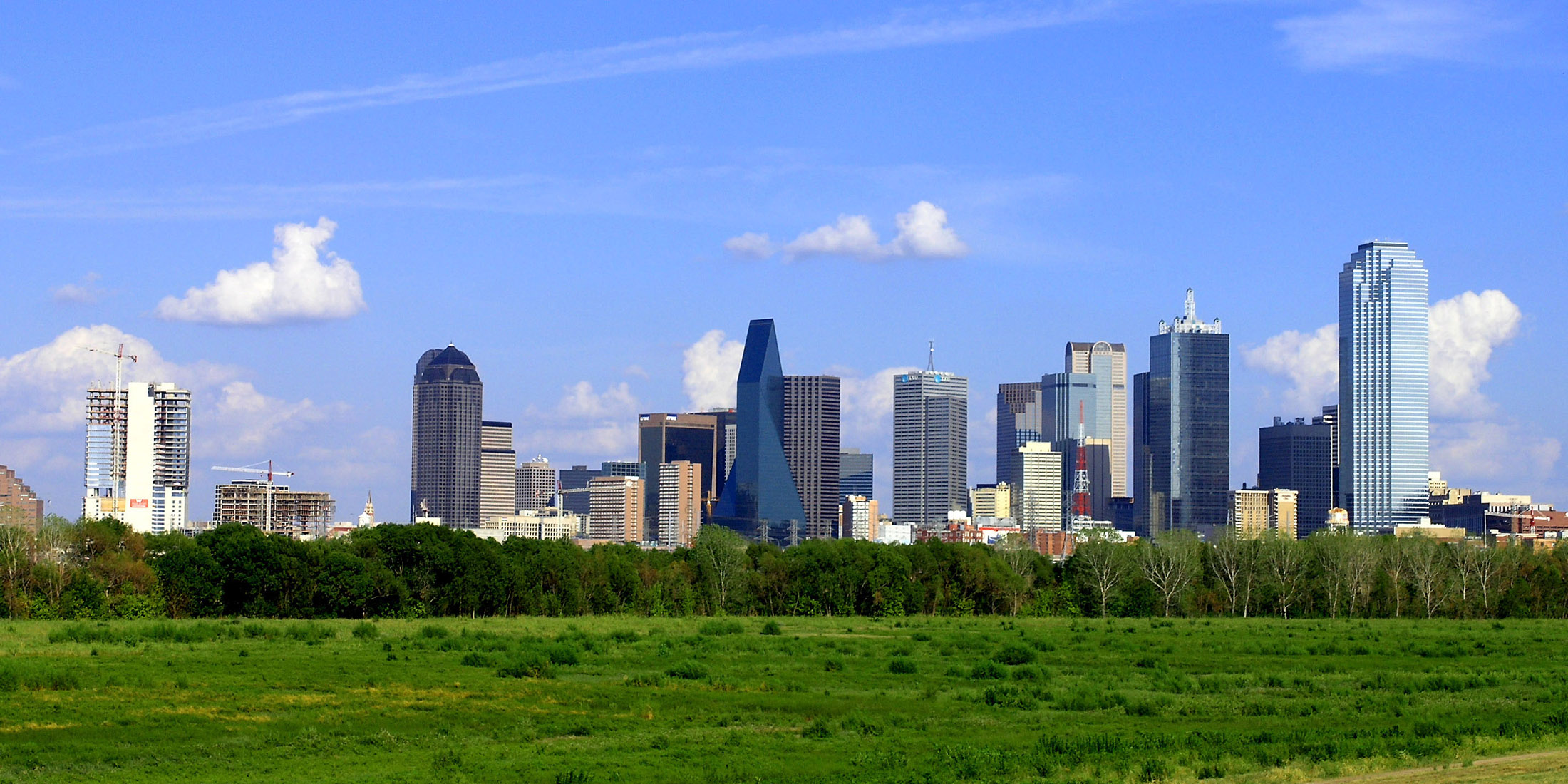
Dallas

Buenos Aires

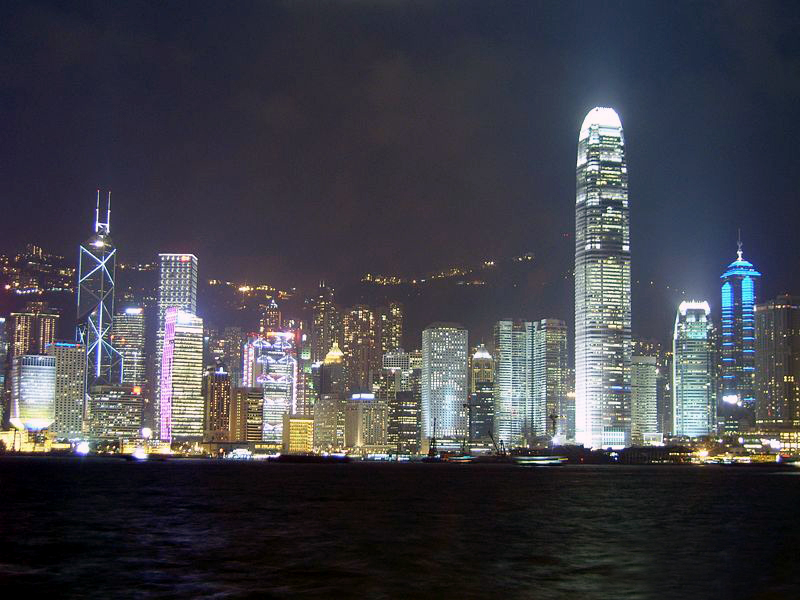
Hong Kong

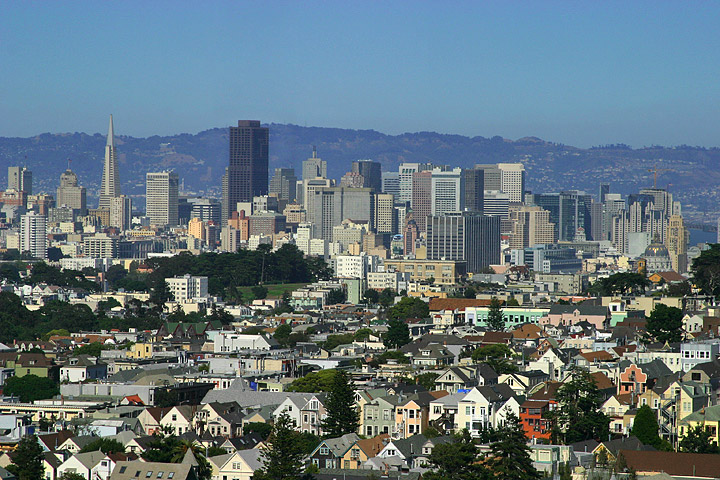
San Francisco

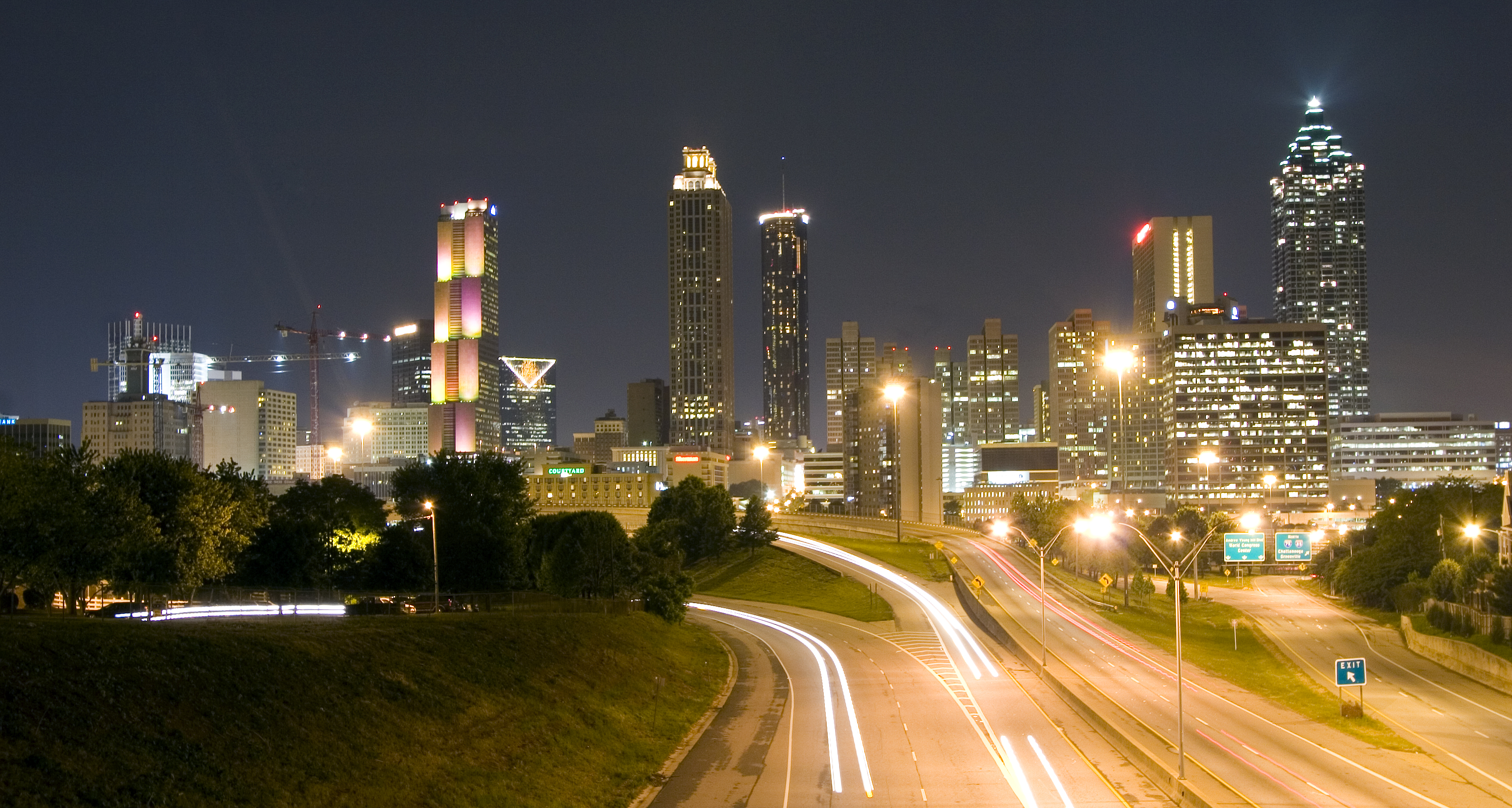
Atlanta

| Hạng | Thành phố         | Quốc gia                | GDP (tỷ đô la Mỹ) | GDP / Người | Thủ đô |
| ---- | ----------------- | ----------------------- | ----------------- | ----------- | ------ |
| 1    | Tokyo             | Nhật Bản                | $ 1191            | $ 63.000    | Không  |
| 2    | New York City     | Hoa Kỳ                  | $ 1133            | $ 61.000    | Không  |
| 3    | Los Angeles       | Hoa Kỳ                  | $ 639             | $ 53.300    | Không  |
| 4    | Chicago           | Hoa Kỳ                  | $ 460             | $ 51.100    | Không  |
| 5    | Paris             | Pháp                    | $ 460             | $ 46.000    | Có     |
| 6    | Luân Đôn          | Anh                     | $ 452             | $ 59.400    | Có     |
| 7    | Osaka             | Nhật Bản                | $ 341             | $ 32.000    | Không  |
| 8    | Thành phố México  | México                  | $ 315             | $ 18.381    | Có     |
| 9    | Philadelphia      | Hoa Kỳ                  | $ 312             | $ 60.000    | Không  |
| 10   | Washington DC     | Hoa Kỳ                  | $ 299             | $ 42.700    | Có     |
| 11   | Boston            | Hoa Kỳ                  | $ 290             | $ 47.000    | Không  |
| 12   | Dallas/Fort Worth | Hoa Kỳ                  | $ 268             | $ 57.000    | Không  |
| 13   | Buenos Aires      | Argentina               | $ 245             | $ 18.200    | Có     |
| 14   | Hồng Kông         | Hồng Kông ( Trung Quốc) | $ 244             | $ 33.800    | Không  |
| 15   | San Francisco     | Hoa Kỳ                  | $ 242             | $ 58.000    | Không  |
| 16   | Atlanta           | Hoa Kỳ                  | $ 236             | $ 53.600    | Không  |
| 17   | Houston           | Hoa Kỳ                  | $ 235             | $ 54.300    | Không  |
| 18   | Miami             | Hoa Kỳ                  | $ 231             | $ 42.800    | Không  |
| 19   | São Paulo         | Brasil                  | $ 225             | $ 11.800    | Không  |
| 20   | Seoul             | Hàn Quốc                | $ 218             | $ 23.000    | Có     |
| 21   | Toronto           | Canada                  | $ 209             | $ 40.900    | Không  |
| 22   | Detroit           | Hoa Kỳ                  | $ 203             | $ 50.000    | Không  |
| 23   | Madrid            | Tây Ban Nha             | $ 201             | $ 36.900    | Có     |
| 24   | Seattle           | Hoa Kỳ                  | $ 186             | $ 56.000    | Không  |
| 25   | Moskva            | Nga                     | $ 181             | $ 16.800    | Có     |
| 26   | Sydney            | Australia               | $ 172             | $ 39.000    | Không  |
| 27   | Phoenix           | Hoa Kỳ                  | $ 156             | $ 44.500    | Không  |
| 28   | Minneapolis       | Hoa Kỳ                  | $ 155             | $ 59.700    | Không  |
| 29   | San Diego         | Hoa Kỳ                  | $ 153             | $ 54.600    | Không  |
| 30   | Rio de Janeiro    | Brasil                  | $ 141             | $ 12.200    | Không  |
| 31   | Barcelona         | TBN                     | $ 140             | $ 31.800    | Không  |
| 32   | Thượng Hải        | TQ                      | $ 139             | $ 11.000    | Không  |
| 33   | Melbourne         | Australia               | $ 135             | $ 36.400    | Không  |
| 34   | Istanbul          | Thổ Nhĩ Kỳ              | $ 133             | $ 13.300    | Không  |
| 35   | Denver            | Hoa Kỳ                  | $ 130             | $ 59.000    | Không  |
| 36   | Singapore         | Singapore               | $ 129             | $ 32.000    | Có     |
| 37   | Mumbai            | Ấn Độ                   | $ 126             | $ 7.000     | Không  |
| 38   | Roma              | Italia                  | $ 123             | $ 47.000    | Có     |
| 39   | Montreal          | Canada                  | $ 120             | $ 34.200    | Không  |
| 40   | Milan             | Italia                  | $ 115             | $ 30.100    | Không  |
| 41   | Baltimore         | Hoa Kỳ                  | $ 110             | $ 50.500    | Không  |
| 42   | Manila            | Philippines             | $ 108             |             | Có     |
| 43   | St Louis          | Hoa Kỳ                  | $ 101             | $ 40.400    | Không  |
| 44   | Bắc Kinh          | TQ                      | $ 99              | $ 10.000    | Có     |
| 45   | Cairo             | Ai Cập                  | $ 98              | $ 9.000     | Có     |
| 46   | Jakarta           | Indonesia               | $ 98              | $ 8.000     | Có     |
| 47   | St Petersburg     | Nga                     | $ 97              | $ 44.000    | Không  |
| 48   | Pusan             | Hàn Quốc                | $ 95              | $ 27.200    | Không  |
| 49   | Kolkata           | Ấn Độ                   | $ 94              | $ 6.500     | Không  |
| 50   | Viên              | Áo                      | $ 93              | $ 29.000    | Có     |
| 51   | Delhi             | Ấn Độ                   | $ 93              | $ 5.800     | Có     |
| 52   | Tel Aviv          | Israel                  | $ 92              | $ 30.000    | Không  |
| 53   | Santiago          | Chile                   | $ 91              | $ 16.000    | Có     |
| 54   | Cleveland         | Hoa Kỳ                  | $ 90              | $ 27.600    | Không  |
| 55   | Bangkok           | Thái Lan                | $ 89              | $ 13.500    | Có     |
| 56   | Tehran            | Iran                    | $ 88              | $ 12.000    | Có     |
| 57   | Portland          | Hoa Kỳ                  | $ 87              | $ 29.000    | Không  |
| 58   | Bogotá            | Colombia                | $ 86              | $ 11.000    | Có     |
| 59   | St Petersburg     | Nga                     | $ 85              | $ 18.200    | Không  |
| 60   | Quảng Châu        | TQ                      | $ 84              | $ 11.000    | Không  |
| 61   | Pittsburgh        | Hoa Kỳ                  | $ 80              | $ 32.000    | Không  |
| 62   | Riyadh            | Ả Rập Xê Út             | $ 80              | $ 31.500    | Có     |
| 63   | Athens            | Hy Lạp                  | $ 79              | $ 27.300    | Có     |
| 64   | Vancouver         | Canada                  | $ 79              |             | Không  |
| 65   | Johannesburg      | Nam Phi                 | $ 79              |             | Không  |
| 66   | Guadalajara       | México                  | $ 78              |             | Không  |
| 67   | Stockholm         | Thụy Điển               | $ 76              |             | Có     |
| 68   | Cape Town         | Nam Phi                 | $ 75              |             | Không  |
| 69   | Berlin            | Đức                     | $ 75              |             | Có     |
| 70   | Lisbon            | BDN                     | $ 72              |             | Có     |
| 71   | Birmingham        | Anh                     | $ 72              |             | Không  |
| 72   | Fukuoka           | Nhật Bản                | $ 72              |             | Không  |
| 73   | Manchester        | Anh                     | $ 69              |             | Không  |
| 74   | Lima              | Peru                    | $ 67              |             | Có     |
| 75   | Belo Horizonte    | Brasil                  | $ 65              |             | Không  |
| 76   | Monterrey         | México                  | $ 60              |             | Không  |
| 77   | Hamburg           | Đức                     | $ 58              |             | Không  |
| 78   | Torino            | Italia                  | $ 58              |             | Không  |
| 79   | Lyon              | Pháp                    | $ 56              |             | Không  |
| 80   | Jeddah            | Ả Rập Xê Út             | $ 55              |             | Không  |
| 81   | Karachi           | Pakistan                | $ 55              |             | Không  |
| 82   | Dhaka             | Bangladesh              | $ 52              |             | Có     |
| 83   | Munich            | Đức                     | $ 50              |             | Không  |
| 84   | Dublin            | Ireland                 | $ 49              |             | Có     |
| 85   | Leeds             | Anh                     | $ 48              |             | Không  |
| 86   | Warsaw            | Ba Lan                  | $ 48              |             | Có     |
| 87   | Thiên Tân         | TQ                      | $ 45              |             | Không  |
| 88   | Bangalore         | Ấn Độ                   | $ 45              |             | Không  |
| 89   | Porto Alegre      | Brasil                  | $ 44              |             | Không  |
| 90   | Praha             | Czech                   | $ 43              | $ 33.000    | Có     |
| 91   | Napoli            | Italia                  | $ 43              |             | Không  |
| 92   | Budapest          | Hungary                 | $ 43              |             | Có     |
| 93   | Zurich            | Thụy Sĩ                 | $ 42              |             | Không  |
| 94   | Ankara            | Thổ Nhĩ Kỳ              | $ 42              |             | Có     |
| 95   | Amsterdam         | Hà Lan                  | $ 42              |             | Có     |
| 96   | Auckland          | New Zealand             | $ 41              |             | Không  |
| 97   | Copenhagen        | Đan Mạch                | $ 41              |             | Có     |
| 98   | Recife            | Brasil                  | $ 41              |             | Không  |
| 99   | Rotterdam         | Hà Lan                  | $ 40              |             | Không  |
| 100  | Brussels          | Bỉ                      | $ 39              |             | Có     |

## Bắc Mỹ

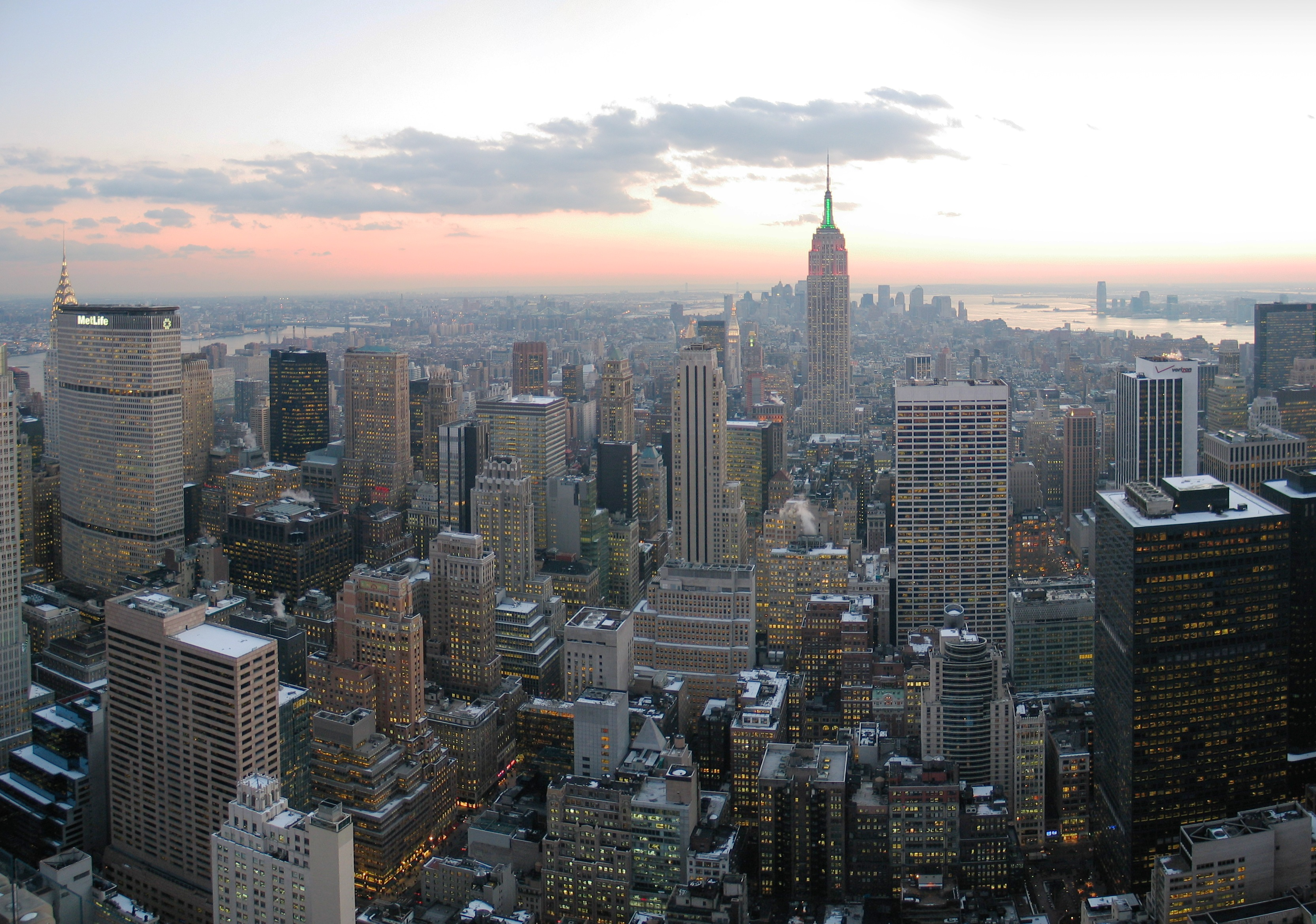
New York City

| Hạng | Thành phố        | Quốc gia | GDP (tỷ USD) |
| ---- | ---------------- | -------- | ------------ |
| 1    | New York         | Hoa Kỳ   | $ 1133       |
| 2    | Los Angeles      | Hoa Kỳ   | $ 639        |
| 3    | Chicago          | Hoa Kỳ   | $ 460        |
| 4    | Thành phố México | México   | $ 315        |
| 5    | Philadelphia     | Hoa Kỳ   | $ 312        |

## Bắc Mỹ không gồm các thành phố của Mỹ

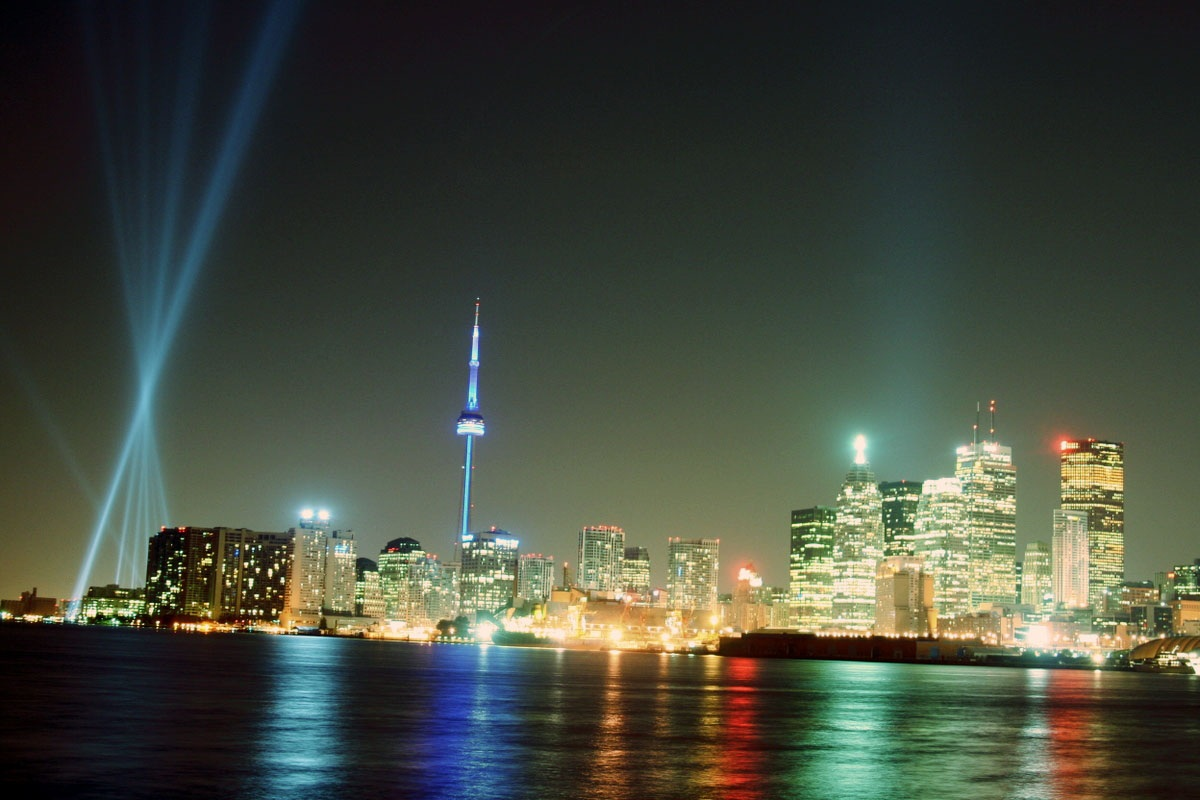
Toronto

| Hạng | Thành phố   | Quốc gia | GDP (tỷ USD) |
| ---- | ----------- | -------- | ------------ |
| 1    | México City | México   | $ 315        |
| 2    | Toronto     | Canada   | $ 209        |
| 3    | Montreal    | Canada   | $ 120        |
| 4    | Vancouver   | Canada   | $ 79         |
| 5    | Guadalajara | México   | $ 79         |

## Tây Âu

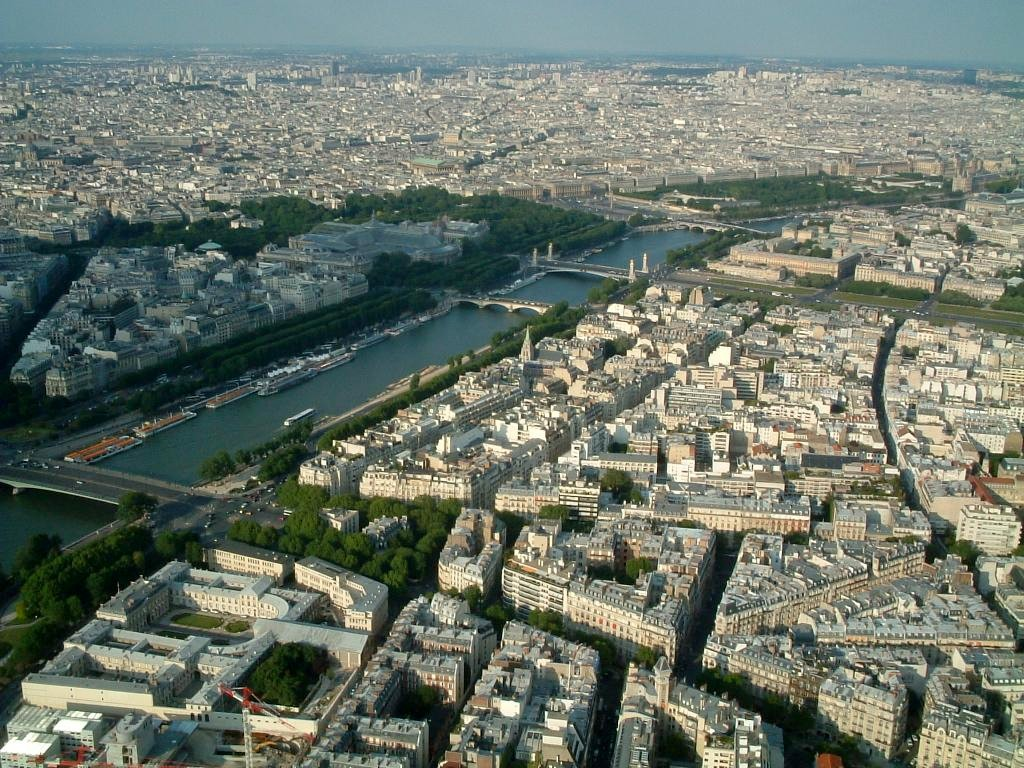
Paris

| Hạng | Thành phố | Quốc gia    | GDP (tỷ USD) |
| ---- | --------- | ----------- | ------------ |
| 1    | Paris     | Pháp        | $ 460        |
| 2    | Luân Đôn  | Anh         | $ 452        |
| 3    | Madrid    | Tây Ban Nha | $ 201        |
| 4    | Barcelona | Tây Ban Nha | $ 140        |
| 5    | Roma      | Italia      | $ 123        |

## Đông và Bắc Âu
| Hạng | Thành phố     | Quốc gia  | GDP (tỷ USD) |
| ---- | ------------- | --------- | ------------ |
| 1    | Moskva        | Nga       | $ 181        |
| 2    | St Petersburg | Nga       | $ 93         |
| 3    | Stockholm     | Thụy Điển | $ 76         |
| 4    | Warsaw        | Ba Lan    | $ 48         |
| 5    | Praha         | Czech     | $ 43         |

## Đông Á
| Hạng | Thành phố  | Quốc gia  | GDP (tỷ USD) |
| ---- | ---------- | --------- | ------------ |
| 1    | Tokyo      | Nhật Bản  | $ 1191       |
| 2    | Osaka      | Nhật Bản  | $ 341        |
| 3    | Hồng Kông  | Hồng Kông | $ 244        |
| 4    | Seoul      | Hàn Quốc  | $ 218        |
| 5    | Thượng Hải | TQ        | $ 139        |

## Trung Á và Đông Nam Á

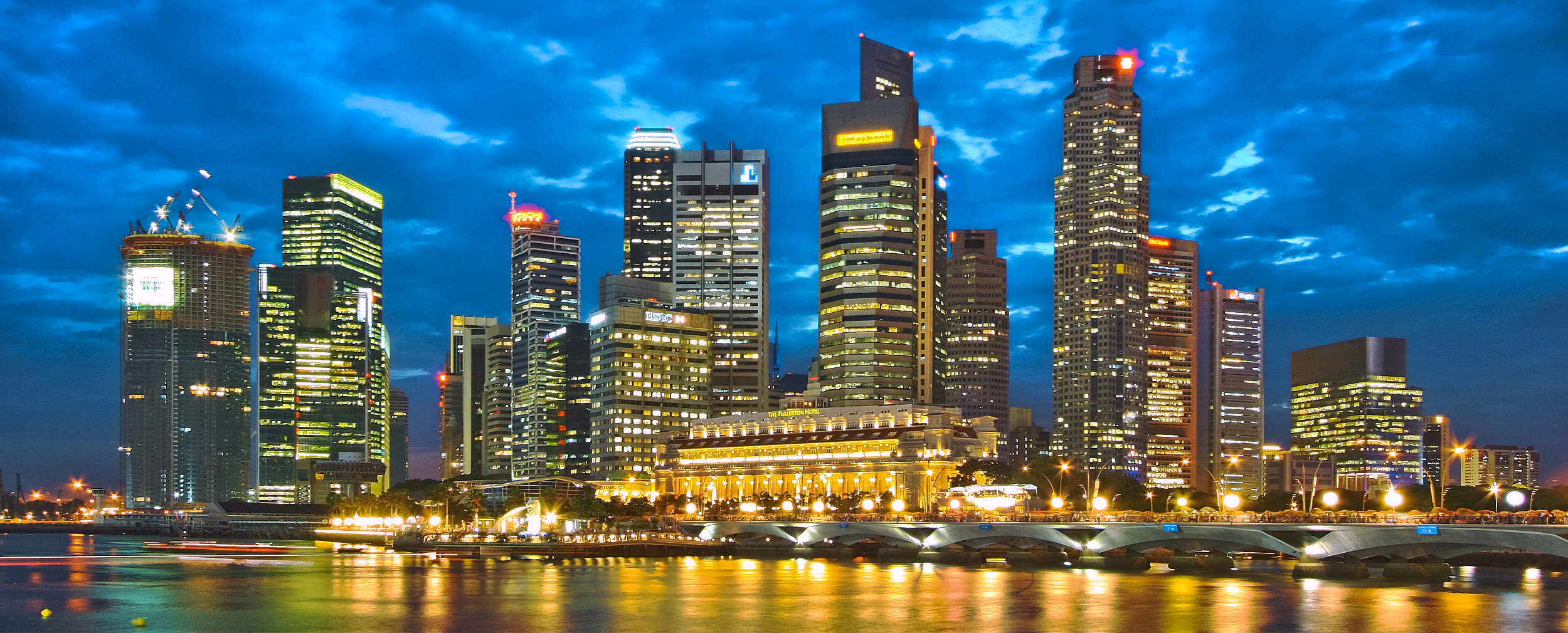
Singapore

| Hạng | Thành phố | Quốc gia    | GDP (tỷ USD) |
| ---- | --------- | ----------- | ------------ |
| 1    | Singapore | Singapore   | $ 129        |
| 2    | Mumbai    | Ấn Độ       | $ 126        |
| 3    | Manila    | Philippines | $ 108        |
| 4    | Jakarta   | Indonesia   | $ 98         |
| 5    | Kolkata   | Ấn Độ       | $ 94         |
| 6    | Bangkok   | Thái Lan    | $ 89         |

## Trung Đông

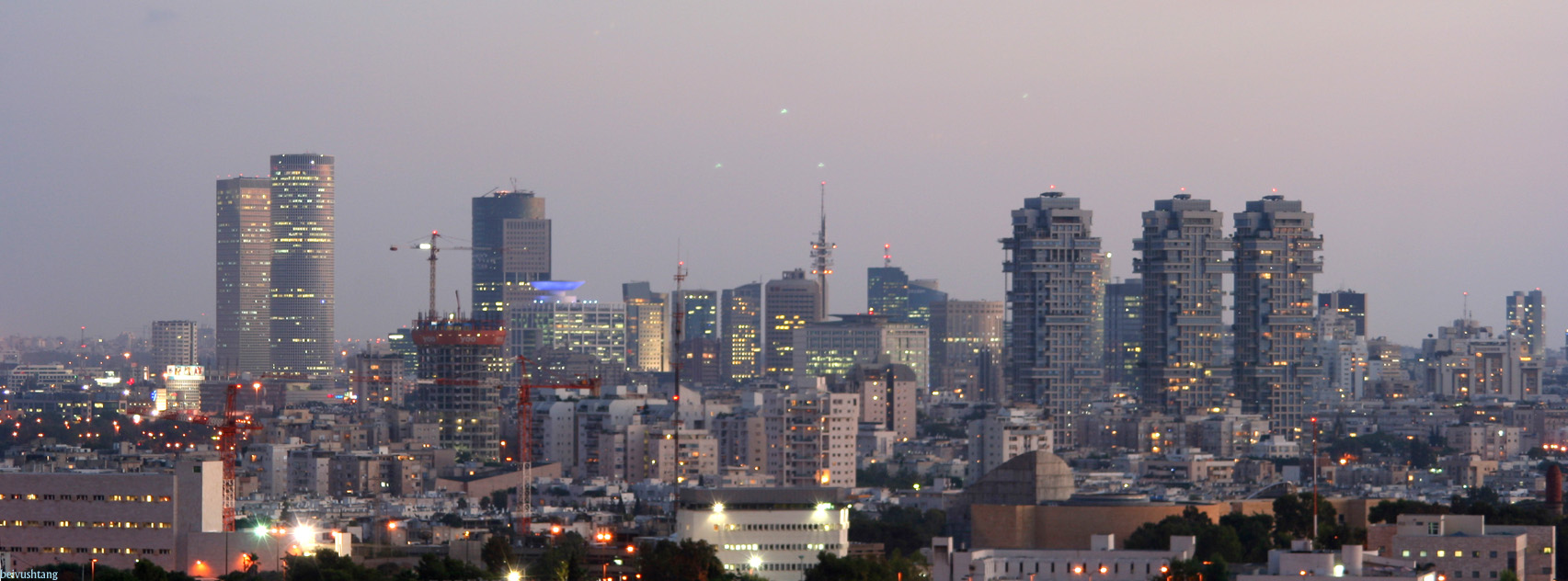
Tel Aviv

| Hạng | Thành phố | Quốc gia    | GDP (tỷ USD) |
| ---- | --------- | ----------- | ------------ |
| 1    | Istanbul  | TNK         | $ 133        |
| 2    | Tel Aviv  | Israel      | $ 92         |
| 3    | Tehran    | Iran        | $ 88         |
| 4    | Riyadh    | Ả Rập Xê Út | $ 80         |
| 5    | Jeddah    | Ả Rập Xê Út | $ 55         |

## Nam Mỹ
| Hạng | Thành phố      | Quốc gia  | GDP (tỷ USD) |
| ---- | -------------- | --------- | ------------ |
| 1    | Buenos Aires   | Argentina | $ 245        |
| 2    | Sao Paulo      | Brasil    | $ 225        |
| 3    | Rio de Janeiro | Brasil    | $ 141        |
| 4    | Santiago       | Chile     | $ 91         |
| 5    | Bogotá         | Colombia  | $ 86         |

## Châu Phi

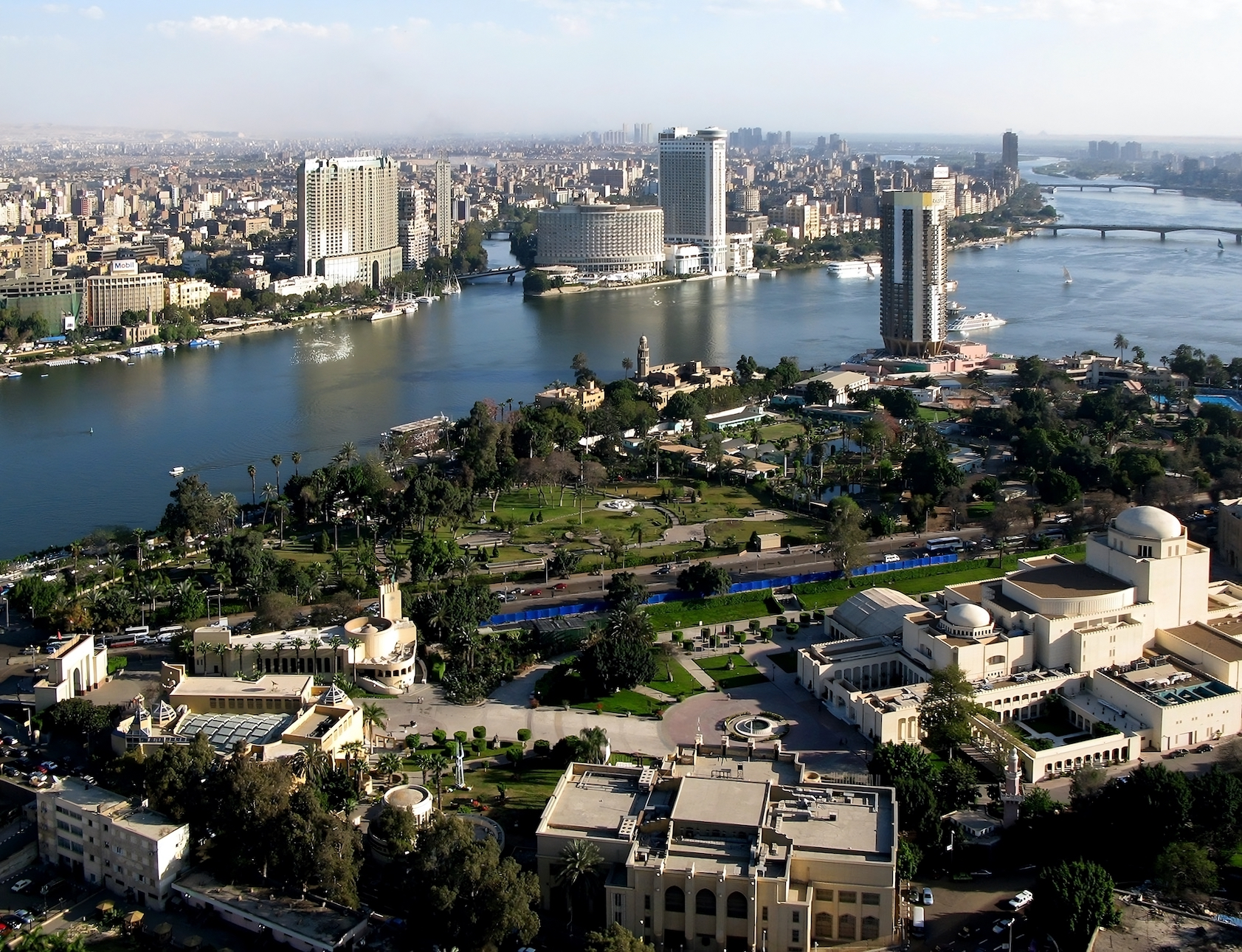
Cairo

| Hạng | Thành phố    | Quốc gia | GDP (tỷ USD) |
| ---- | ------------ | -------- | ------------ |
| 1    | Cairo        | Ai Cập   | $ 98         |
| 2    | Johannesburg | Nam Phi  | $ 79         |
| 3    | Cape Town    | Nam Phi  | $ 75         |
| 4    | East Rand    | Nam Phi  | $ 39         |
| 5    | Algiers      | Algérie  | $ 35         |

## Châu Đại Dương

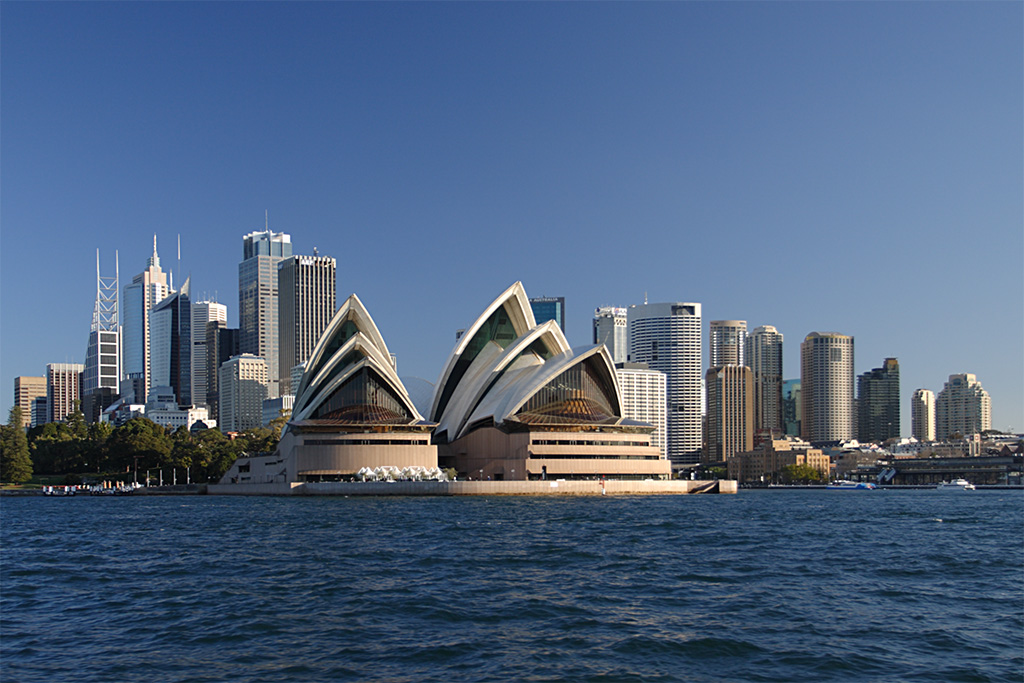
Sydney

| Hạng | Thành phố | Quốc gia    | GDP (tỷ USD) |
| ---- | --------- | ----------- | ------------ |
| 1    | Sydney    | Australia   | $ 172        |
| 2    | Melbourne | Australia   | $ 135        |
| 3    | Auckland  | New Zealand | $ 41         |